# Principio di legalità penale
Il principio di legalità penale, in diritto, è un principio giuridico in base al quale sia il fatto che costituisce reato sia la sanzione che si ricollega alla sua commissione devono essere espressamente previsti dalla legge. Esso viene solitamente espresso con il brocardo latino di origine illuministica "Nullum crimen, nulla poena sine praevia lege poenali".
Il principio di legalità è il principio che vieta di punire qualunque fatto che, al momento della commissione, non sia espressamente previsto come reato e di sanzionarlo con pene che non siano espressamente previste dalla legge.
Il diritto penale, lungo l'arco della sua storia, è stato contrassegnato dalla contrapposizione dialettica di due diversi modi di intendere il principio di legalità, che riflettono due diversi modi di concepire il rapporto tra individuo e Stato. Così, fra le esigenze della certezza del diritto da una parte e di giustizia sostanziale dall'altra, si è pervenuti all'elaborazione di due diversi principi: Legalità Formale e Legalità Sostanziale.

## La Legalità Formale ovveronulla poena sine lege
Dal principio enunciato sopra, discendono due irrinunciabili corollari:
- non sono punibili le azioni che non siano espressamente incriminate dalla legge, anche se socialmente pericolose;
- sono punibili le azioni che pur non essendo socialmente pericolose, sono espressamente incriminate.

Il principio di legalità formale esprime così una scelta politica garantista e liberale.
In tal modo, infatti, la libertà veniva limitata nella misura essenziale per assicurare la pace;
- D'altro canto limiti rigidi erano imposti alla funzione giurisdizionale, a vantaggio del legislatore, rappresentante del popolo. La fiducia illuministica nella ragione dell'uomo si concretizzava poi nel pensiero che la legge, in quanto traduzione materiale di principi naturali, fosse cosa intrinsecamente giusta, e che la certezza dello strumento-legge dovesse essere massima, per adempiere così al significato eccezionale della pena.

Completano il quadro i principi della riserva di legge, della tassatività, (intesa come criterio guida per una previsione legale netta e semplice, lineare e minima, generale ed astratta), e non ultimo della irretroattività. La legge diventa così sinonimo e garanzia di giustizia.
Nel diritto italiano, solenne enunciazione del principio in questione è sancita dall'art. 1 del codice penale, ed è esteso alle misure di sicurezza dall'art. 199 c.p..
Viene quindi elevato a principio penale di rango costituzionale dall'Art.25 della Carta Fondamentale, che ne assume il significato in termini garantistici, diversamente dall'originario sistema penale ideato da Arturo Rocco, nel quale invece, il principio ora detto era concepito in funzione autoritaria (Tutto nello Stato, niente contro lo Stato, nulla fuori dello Stato).
La garanzia Costituzionale invece comporta la diversa prospettiva nella quale fra i destinatari figura il legislatore, il quale non potrà demandare ad altri il proprio compito (delegificazione), dovendo provvedere con legge ordinaria.

## La Legalità Sostanziale ovveronullum crimen sine iniuria
La legalità sostanziale intende che il diritto penale è destinato a limitare e a comprimere la libertà individuale attraverso sanzioni afflittive, come extrema-ratio. È il principio di non punibilità dei fatti non socialmente pericolosi. L'idea sulla quale si fonda è che ciò che imprime al fatto il carattere della criminosità è la sua pericolosità sociale. Inteso in tal modo il principio in discorso, non vi è interfaccia giuridica fra il fatto e la sanzione. Il fatto cioè, assume il significato socialmente attribuito. La scelta politica sottesa è infatti di tipo collettivistico utilitarista, a favore della difesa sociale (favor societatis).
Storicamente, l'accezione del principio di legalità in senso sostanziale trae origine dalle successive evoluzioni del diritto penale e del tradizionale principio di legalità formale, le quali portarono con sé alcune inevitabili implicazioni legate ad una diversa considerazione della personalità delinquente e alla ricerca di misure di prevenzione speciale, con effetti dirompenti sul concetto di certezza della pena.
Il rigetto del principio formalistico avvenne con la crisi del vecchio stato liberale.
Il principio di legalità sostanziale se da un lato poteva rendere possibile l'adattamento della repressione penale alle modificazioni socio-criminologiche, (date), dall'altro comportava l'inarrestabile soggettivismo repressivo, in base al quale il diritto penale assurgeva a strumento di repressione degli avversari politici. Infatti largo uso di questo strumento è stato adoperato nei codici penali degli stati totalitari quali la Germania nazista e l'Unione sovietica. Il codice penale del regime nazionalsocialista al paragrafo 2, prevedeva che reato è costituito da "ogni fatto contrario al sano sentimento del popolo"; nel codice penale sovietico del 1926 reato era tutto ciò che offensivo del " regime sovietico e dell'ordine giuridico instaurato dal governo degli operai e contadini". Nella Germania nazista, il paragrafo 2 contenente il principio formale, fu sostituito con una nuova formulazione. Va così punito chi "commette un'azione che la legge dichiara espressamente punibile", ma anche chi "merita punizione secondo il pensiero fondamentale di una legge penale e secondo il sano sentimento del popolo".

## Le diverse concezioni del reato
Alla contrapposizione ora descritta, fanno capo le diverse concezioni, sostanzialistiche e formalistiche, del Reato.

## Il principio di legalità accolto nella Costituzione
Il principio formale trova riconoscimento nei momenti storici di tranquilla evoluzione, mentre nei periodi di sconvolgimenti profondi, tale principio entra fatalmente in crisi, addirittura nelle forme del diritto libero di creazione del giudice (Russia, 1918-19).
Attraverso la cosiddetta "interpretazione evolutiva", ad esempio, non sempre il giudice si limita all'interpretazione del diritto penale secondo costituzione. Sia che ciò avvenga per ovviare a certi inconvenienti legislativi, sia che avvenga per un desiderio di vedere concretizzata una giustizia sostanziale, un intervento del giudice oltre i rigidi confini segnati dalla legge segna il suo identificarsi politico. La politicità o apoliticità del giudice è quindi, in ultima analisi, un problema di fonti formali o fonti sostanziali del diritto.
Il principio di legalità è previsto dall'art. 25, comma 2° che stabilisce che "Nessuno può essere punito se non in forza di una legge che sia entrata in vigore prima del fatto commesso".
Il principio di legalità investe non soltanto la determinazione dei fatti costituenti reato, ma anche le sanzioni.
La Costituzione italiana accoglie una concezione che taluni definiscono non del tutto formale, ovvero sostanziale-formale (v. Mantovani).
Reato deve quindi essere considerato: il fatto previsto dalla legge, irretroattivamente, in forma tassativa, materialmente estrinsecantesi nel mondo esteriore, offensivo di valori costituzionali (taluni qui sostengono invece di valori non incostituzionali), attribuibile al soggetto causalmente e psicologicamente, sanzionato con pene proporzionali al rilievo del valore tutelato.
Taluni, in dottrina, sono acerrimi avversari della presente impostazione, che sancisce la presenza nel nostro ordinamento del principio di offensività.
Secondo costoro, la lettura del diritto penale deve essere sempre improntata alla rigida legalità formale, fatta eccezione per i casi di probabile contrarietà dei precetti alla Carta Fondamentale, nei quali sono ammessi gli ordinari strumenti interpretativi devoluti al Giudice delle Leggi. Con i limiti che questo giudizio, d'altro canto, comporta: ad esempio quelli della irrilevanza, della manifesta infondatezza, entrambi riferiti alla questione sottoposta al giudizio della Corte.
Talaltri, aderendo ad un principio di legalità portatore del corollario della offensività, sostengono che il bene giuridico sia ontologicamente preesistente alla norma e vincolante per il legislatore, ammettono una lettura costituzionalmente orientata della norma nel senso di negare il reato al mancare dell'offesa; affermano altresì l'esistenza del principio di legalità costituzionale nel senso di una apposizione di limiti inderogabili al legislatore: non si può legiferare se non entro i termini della compatibilità e della ragionevolezza rispetto al dettato Costituzionale

## Sotto Principi
Il principio di legalità si estrinseca attraverso 4 sotto-principi che sono espressione del principio di legalità stesso:
- Riserva di legge
- Principio di tassatività
- Principio di irretroattività
- Divieto di analogia

## Il principio di legalità accolto dalla Corte penale internazionale
Lo Statuto di Roma, che regola l'attività della Corte penale internazionale, enuncia, tra i propri principi generali, il divieto di essere condannati per fatti non previsti dallo Statuto stesso.